# Golden Kamuy
 (јап. ゴールデンカムイ, Golden Kamuy; прим. прев. „Златни камуи“) је манга коју је написао и илустровао Сатору Нода. Серијализовала се од 2014. до 2022. године у Шуеишиној манга ревији Young Jump, са поглављима сакупљеним у 31 танкобон. Прича се одвија након Руско-јапанског рата и прати ислуженог војника Саичија Сугимота, као и Аину девојчицу звану Асирпа која заједно са Сугимотом трага за аинским златом. Лингвиста Хироши Накагава је одговоран за приказ аинског језика у серији.
Манга је 2018. године адаптирана у аниме серијал који тренутно има четири сезоне. 
Закључно са јуном 2022. године, серијал Golden Kamuy продат је у преко 22 милиона примерака, чинећи га једним од најпродаванијих манги. Године 2016. освојио је Награду Таишо, као и Културолошку награду „Тезука Осаму” 2018. године.

## Синопсис

### Свет
Прича се одвија након Руско-јапанског рата, углавном на просторима Хокаида и оближњих регија. Садржи историјски тачне податке из тог периода, али и фиктивне; као што је лик Хиџикате Тошизоа, који је за потребе приче другачији од особе на којој је базиран. Серија се такође фокусира на Аине, староседеоце Јапана; поготово на њихов језик и љубав према природи, као и веровање да све у природи садржи „божански дух“ звани камуи.

### Радња
Ислужени војник Саичи Сугимото је обећао свом палом другу да ће се бринути о његовој жени, сада удовици. Једног дана, тражећи злато у реци, Сугимоту прилази пијани старац који му говори о мистериозном аинском злату чија се мапа налази у деловима, истетовирана на избеглим криминалцима из Абаширија. Сугимото испрва сматра да је прича обична гласина, али када га следећег дана тај исти старац нападне, успаничен што му је превише рекао, Сугимото схвата да прича о злату није само прича. Успева да се одбрани од старца, који одмах потом бежи у шуму. Сугимото одлази за њим, али га налази мртвог и примећује да има тетоважу на грудима, леђима и раменима. Сугимота потом напада медвед, али га спашава Аину девојчица звана Асирпа. Предлаже јој да заједно трагају за златом. Асирпа пристаје, не због злата, већ због свог оца кога је издао један од људи који је нашао злато. 

## Франшиза

### Манга
Мангу Golden Kamuy написао је и илустровао Сатору Нода. Серијализовала се од 21. августа 2014. до 28 априла 2022. године у Шуеишиној манга ревији Young Jump. Поглавља су подељена у 31 танкобон; први је изашао 19. јануара 2015., а последњи 19. јула 2022. године.

### Аниме
Манга је адаптирана у аниме серију. Прве три сезоне анимирао је студио Гено, и свака има по дванаест епизода. Прва сезона емитовала се од 9. априла до 25. јуна 2018. године на каналима Tokyo MX, ytv, STV, и BS11. Друга сезона емитовала се исте године од 8. октобра до 24. децембра. Трећа сезона емитовала се две године касније, од 5. октобра до 21. децембра. Поред стандрадних епизода, свака сезона имала је по један ОВА специјал и број краћих ОНА специјала који трају по 25 секунди.
Четврту сезону анимирао је студио Brain's Base. Почела је са емитовањем 3. октобра 2022. године, али је након седме епизоде, 8. новембра, паузирана због смрти члана студија. Сезона се потом емитовала из почетка, од 3. априла до 26. јуна 2023. године, након чега је најављена последња сезона. Последња сезона ће почети са емитовањем у јануару 2026. године.

### Играни филм
Деветнаестог априла 2022. године потврђено је да ће манга бити адаптирана у играни филм. Премијера је одржана 19. јануара 2024. године у Јапану.

## Пријем
Серијал Golden Kamuy је 2016. године освојио Награду Таишо. Године 2016. и 2017. номинован је за Културолошку награду „Тезука Осаму”, освојивши је 2018. године у главној категорији. Манга је такође била номинована за Коданшину награду за манге у општој категорији, као и за Ајзнерову награду у категорији за најбоље америчко издање јапанског штива. У анкети коју спроводи часопис Kono Manga ga Sugoi!, серијал је заузео друго место у категорији за најбољу мангу међу мушким читаоцима. Године 2021. освојила је Награду за Друштвени утицај на 24. Медија Артс фестивалу. Манга је такође 2022. године освојила награду коју додељује Асоцијација јапанских цртача. Наредне године номинована је за награду Сеиун у категорији за најбољи стрип.
Британски музеј је 2019. године искористио лик Асирпе на промтивном постеру за изложбу The Citi Exhibition: Manga.
Између априла 2018. и јуна 2022. године, број продатих примерака порастао је са пет на 22 милиона.

## Спољашњи извори
- (језик: јапански)
- (језик: јапански)